# Olympische Sommerspiele 2008/Teilnehmer (Guam)
| Gelbes Symbol für Goldmedaillen mit stilisierten Olympischen Ringen | Graues Symbol für Silbermedaillen mit stilisierten Olympischen Ringen | Braundes Symbol für Bronzemedaillen mit stilisierten Olympischen Ringen |
| ------------------------------------------------------------------- | --------------------------------------------------------------------- | ----------------------------------------------------------------------- |
| —                                                                   | —                                                                     | —                                                                       |

Guam nahm 2008 an den Olympischen Sommerspielen in Peking teil. Fahnenträger bei der Eröffnungsfeier war der Judoka Ricardo Blas junior, Sohn des NOK-Präsidenten Ricardo Blas senior.

## Teilnehmer nach Sportart

### Judo
- Ricardo Blas junior[1]

- Männer, Schwergewicht (über 100 kg)

### Kanu

#### Kanurennsport
- Sean Pangelinan[2]

- Männer, Einer-Canadier 500 m, Einer-Canadier 1000 m

### Leichtathletik
- Derek Mandell[3]

- Männer, 800 m

- Cora Alicto
Frauen, 100 m

### Ringen
- Maria Dunn[4]

- Frauen, Freistil Klasse bis 63 kg (Mittelgewicht)

### Schwimmen
- Chris Duenas
Männer, 100 m Freistil